# Amance (Meurthe i Mosel·la)
Amance és un municipi francès situat al departament de Meurthe i Mosel·la i a la regió del Gran Est. L'any 2007 tenia 332 habitants.

## Demografia

### Població
El 2007 la població de fet d'Amance era de 332 persones. Hi havia 128 famílies, de les quals 36 eren unipersonals (12 homes vivint sols i 24 dones vivint soles), 44 parelles sense fills, 44 parelles amb fills i 4 famílies monoparentals amb fills.
La població ha evolucionat segons el següent gràfic:
Habitants censats

### Habitatges
El 2007 hi havia 147 habitatges, 136 eren l'habitatge principal de la família, 5 eren segones residències i 6 estaven desocupats. 140 eren cases i 7 eren apartaments. Dels 136 habitatges principals, 107 estaven ocupats pels seus propietaris, 20 estaven llogats i ocupats pels llogaters i 9 estaven cedits a títol gratuït; 4 tenien dues cambres, 20 en tenien tres, 22 en tenien quatre i 90 en tenien cinc o més. 107 habitatges disposaven pel capbaix d'una plaça de pàrquing. A 52 habitatges hi havia un automòbil i a 73 n'hi havia dos o més.

### Piràmide de població
La piràmide de població per edats i sexe el 2009 era:
| Homes | Edats   | Dones |
| ----- | ------- | ----- |
| 0     | 95 o +  | 0     |
| 0     | 90 a 94 | 0     |
| 4     | 85 a 89 | 8     |
| 0     | 80 a 84 | 4     |
| 0     | 75 a 79 | 8     |
| 8     | 70 a 74 | 8     |
| 4     | 65 a 69 | 4     |
| 20    | 60 a 64 | 12    |
| 4     | 55 a 59 | 8     |
| 20    | 50 a 54 | 16    |
| 12    | 45 a 49 | 16    |
| 4     | 40 a 44 | 4     |
| 8     | 35 a 39 | 12    |
| 12    | 30 a 34 | 12    |
| 20    | 25 a 29 | 8     |
| 12    | 20 a 24 | 4     |
| 4     | 15 a 19 | 12    |
| 12    | 10 a 14 | 0     |
| 4     | 5 a 9   | 4     |
| 0     | 0 a 4   | 4     |

## Economia
El 2007 la població en edat de treballar era de 211 persones, 164 eren actives i 47 eren inactives. De les 164 persones actives 158 estaven ocupades (88 homes i 70 dones) i 6 estaven aturades (2 homes i 4 dones). De les 47 persones inactives 19 estaven jubilades, 17 estaven estudiant i 11 estaven classificades com a «altres inactius».

### Ingressos
El 2009 a Amance hi havia 133 unitats fiscals que integraven 338 persones, la mediana anual d'ingressos fiscals per persona era de 23.032 €.

### Activitats econòmiques
Dels 11 establiments que hi havia el 2007, 1 era d'una empresa de comerç i reparació d'automòbils, 2 d'empreses d'informació i comunicació, 2 d'empreses immobiliàries, 3 d'empreses de serveis i 3 d'entitats de l'administració pública.
L'únic servei als particulars que hi havia el 2009 era una agència immobiliària.
L'únic establiment comercial que hi havia el 2009 era una botiga d'electrodomèstics.
L'any 2000 a Amance hi havia 6 explotacions agrícoles que ocupaven un total de 225 hectàrees.

## Equipaments sanitaris i escolars
El 2009 hi havia una escola elemental integrada dins d'un grup escolar amb les comunes properes formant una escola dispersa.

## Poblacions més properes
El següent diagrama mostra les poblacions més properes.